# کین کورتیز
کین کورتیز (انگلیسی: Keene Curtis؛ ۱۵ فوریهٔ ۱۹۲۳ – ۱۳ اکتبر ۲۰۰۲) یک بازیگر سینما اهل ایالات متحده آمریکا بود.
او در فیلم آسمان‌خراشو ریچی ریچ ۲ بازی کرده است.